# Jürgen Milewski
Jürgen Milewski (Hannover, 1957. október 19. –) nyugatnémet válogatott német labdarúgó, csatár.

## Pályafutása

### Klubcsapatban
1975 és 1978 között a Hamburger SV, 1978–79-ben a Hertha BSC, 1980 és 1985 között ismét a HSV, 1985–86-ban a francia Saint-Étienne labdarúgója volt. 1988–89-ben a Hamburger SV II csapatában fejezte be az aktív labdarúgást. A hamburgi csapattal két nyugatnémet bajnoki címet szerzett. Tagja volt az 1982–83-as idényben BEK-győztes csapatnak. 1979–80-ban BEK-, 1981–82-ben UEFA-kupadöntős volt az együttessel.

### A válogatottban
1981 és 1984 között három alkalommal szerepelt a nyugatnémet válogatottban.

## Sikerei, díjai
Hamburger SV
- Nyugatnémet bajnokság (Bundesliga)
  - bajnok (2): 1981–82, 1982–83
- Bajnokcsapatok Európa-kupája (BEK)
  - győztes: 1982–83
  - döntős: 1979–80
- UEFA-kupa
  - döntős: 1981–82

 Hertha BSC
- Nyugatnémet kupa (DFB Pokal)
  - döntős: 1979

## Statisztika

### Mérkőzései a nyugatnémet válogatottban
| NSZK | NSZK                 | NSZK                           | NSZK  | NSZK     | NSZK        | NSZK         | NSZK  | NSZK    |
| #    | Dátum                | Helyszín                       | Hazai | Eredmény | Vendég      | Kiírás       | Gólok | Esemény |
| ---- | -------------------- | ------------------------------ | ----- | -------- | ----------- | ------------ | ----- | ------- |
| 1.   | 1981. november 18.   | Dortmund, Westfalenstadion     | NSZK  | 8 – 0    | Albánia     | vb-selejtező | -     | 51'     |
| 2.   | 1982. szeptember 22. | München, Olimpia Stadion       | NSZK  | 0 – 0    | Belgium     | barátságos   | -     | 46'     |
| 3.   | 1984. március 28.    | Hannover, Niedersachsenstadion | NSZK  | 2 – 1    | Szovjetunió | barátságos   | -     | 71'     |
|      | Összesen             |                                |       | 3        | mérkőzés    |              | 0     | gól     |